# 8648 Salix
8648 Salix eller 1989 RJ är en asteroid i huvudbältet som upptäcktes den 2 september 1989 av den belgiske astronomen Eric W. Elst vid Haute-Provence-observatoriet. Den är uppkallad efter Videsläktet.
Asteroiden har en diameter på ungefär 4 kilometer.